# NGC 3810
NGC 3810 је спирална галаксија у сазвежђу Лав која се налази на NGC листи објеката дубоког неба.
Деклинација објекта је + 11° 28' 13" а ректасцензија 11h 40m 58,6s. Привидна величина (магнитуда) објекта NGC 3810 износи 10,6 а фотографска магнитуда 11,3. Налази се на удаљености од 16,9000 милиона парсека од Сунца. NGC 3810 је још познат и под ознакама UGC 6644, MCG 2-30-10, CGCG 68-24, IRAS 11383+1144, PGC 36243.